# أريناس دي سان بيدرو
بلدية أريناس دي سان بيدرو (بالإسبانية: Arenas de San Pedro) بلدية تقع في مقاطعة آبلة التابعة لمنطقة قشتالة وليون وسط إسبانيا.

## الديموغرافيا
يبلغ عدد سكان بلدية أريناس دي سان بيدرو 6.933 نسمة عام 2011 (وفقاً للمعهد الوطني للإحصاء الإسباني).
| 6.413 | 6.609 | 6.395 | 6.549 | 6.989 | 6.933 |

## أعلام
- جوان بادروس
- إنفانتي لويس، كونت تشينشون
- بورخا سانشيز جيل